# 鋼板試験
鋼板試験（こうばんしけん、dent test）は、火薬を鋼板の上で爆発させ、鋼板に出来た凹みの深さを猛度の比較値とする試験法である。

## 試験方法
- 外径79ミリ、内径38ミリの鋼管を立てて、その上に100ミリ平方、厚さ15.9ミリの冷間圧延鋼板を置く。
- 鋼板上に試料となる火薬20グラムと5グラムのテトリルを乗せ、8号雷管で起爆する。
- 鋼板上の凹みを誤差0.02〜0.05ミリの精度で測定してこれを猛度の値とする。

## 試験結果一覧
- トリニトロトルエン：5.18
- ペンスリット：6.55
- テトリル：6.02
- RDX：6.81
- ニトログアニジン：2.97
- ペントライト：5.82
- ヘキサニトロヘキサアザイソウルチタン:7.20